# Кугай
Кугай — река в России, протекает в Воскресенском районе Нижегородской области и Юринского районе Республики Марий Эл. Устье реки находится в 33 км по правому берегу реки Люнда. Длина реки составляет 23 км, площадь водосборного бассейна 122 км².
Исток реки находится в обширных Кугайских болотах западнее деревни Красная Звезда и в 38 км к юго-востоку от посёлка Воскресенское. Река течёт на северо-восток, протекает деревни Красная Звезда и Ерзово, после чего уходит на территорию Республики Марий Эл, где на реке стоят деревни Зиновьево и Кугай. Впадает в Люнду близ границы с Нижегородской областью выше села Покровское.

## Данные водного реестра
По данным государственного водного реестра России относится к Верхневолжскому бассейновому округу, водохозяйственный участок реки — Ветлуга от города Ветлуга и до устья, речной подбассейн реки — Волга от впадения Оки до Куйбышевского водохранилища (без бассейна Суры). Речной бассейн реки — (Верхняя) Волга до Куйбышевского водохранилища (без бассейна Оки).
Код объекта в государственном водном реестре — 08010400212110000043816.